# Chassanom
Chassanom (en francès Chassenon) és un municipi francès situat al departament del Charente i a la regió de la Nova Aquitània. L'any 2007 tenia 902 habitants.

## Demografia

### Població
El 2007 la població de fet de Chassenon era de 902 persones. Hi havia 391 famílies de les quals 109 eren unipersonals (40 homes vivint sols i 69 dones vivint soles), 177 parelles sense fills, 101 parelles amb fills i 4 famílies monoparentals amb fills.
La població ha evolucionat segons el següent gràfic:
Habitants censats

### Habitatges
El 2007 hi havia 529 habitatges, 398 eren l'habitatge principal de la família, 56 eren segones residències i 74 estaven desocupats. 515 eren cases i 6 eren apartaments. Dels 398 habitatges principals, 351 estaven ocupats pels seus propietaris, 40 estaven llogats i ocupats pels llogaters i 7 estaven cedits a títol gratuït; 15 tenien dues cambres, 65 en tenien tres, 134 en tenien quatre i 185 en tenien cinc o més. 319 habitatges disposaven pel capbaix d'una plaça de pàrquing. A 174 habitatges hi havia un automòbil i a 173 n'hi havia dos o més.

### Piràmide de població
La piràmide de població per edats i sexe el 2009 era:
| Homes | Edats   | Dones |
| ----- | ------- | ----- |
| 0     | 95 o +  | 4     |
| 4     | 90 a 94 | 16    |
| 4     | 85 a 89 | 16    |
| 4     | 80 a 84 | 8     |
| 28    | 75 a 79 | 28    |
| 44    | 70 a 74 | 48    |
| 24    | 65 a 69 | 24    |
| 24    | 60 a 64 | 32    |
| 16    | 55 a 59 | 16    |
| 28    | 50 a 54 | 36    |
| 56    | 45 a 49 | 52    |
| 28    | 40 a 44 | 12    |
| 4     | 35 a 39 | 36    |
| 24    | 30 a 34 | 8     |
| 20    | 25 a 29 | 20    |
| 40    | 20 a 24 | 12    |
| 52    | 15 a 19 | 29    |
| 16    | 10 a 14 | 12    |
| 24    | 5 a 9   | 20    |
| 24    | 0 a 4   | 16    |

## Economia
El 2007 la població en edat de treballar era de 534 persones, 336 eren actives i 198 eren inactives. De les 336 persones actives 309 estaven ocupades (188 homes i 121 dones) i 27 estaven aturades (12 homes i 15 dones). De les 198 persones inactives 71 estaven jubilades, 34 estaven estudiant i 93 estaven classificades com a «altres inactius».

### Ingressos
El 2009 a Chassenon hi havia 385 unitats fiscals que integraven 898,5 persones, la mediana anual d'ingressos fiscals per persona era de 15.238 €.

### Activitats econòmiques
Dels 26 establiments que hi havia el 2007, 1 era d'una empresa alimentària, 10 d'empreses de construcció, 5 d'empreses de comerç i reparació d'automòbils, 1 d'una empresa de transport, 2 d'empreses d'hostatgeria i restauració, 1 d'una empresa immobiliària, 3 d'empreses de serveis, 1 d'una entitat de l'administració pública i 2 d'empreses classificades com a «altres activitats de serveis».
Dels 15 establiments de servei als particulars que hi havia el 2009, 1 era una oficina de correu, 1 taller de reparació d'automòbils i de material agrícola, 3 paletes, 2 guixaires pintors, 2 fusteries, 2 lampisteries, 2 perruqueries i 2 restaurants.
Dels 3 establiments comercials que hi havia el 2009, 1 era una botiga de menys de 120 m², 1 una fleca i 1 una botiga d'equipament de la llar.
L'any 2000 a Chassenon hi havia 31 explotacions agrícoles que ocupaven un total de 1.068 hectàrees.

## Equipaments sanitaris i escolars
El 2009 hi havia una escola elemental.

## Poblacions més properes
El següent diagrama mostra les poblacions més properes.